# Gisela Trowe

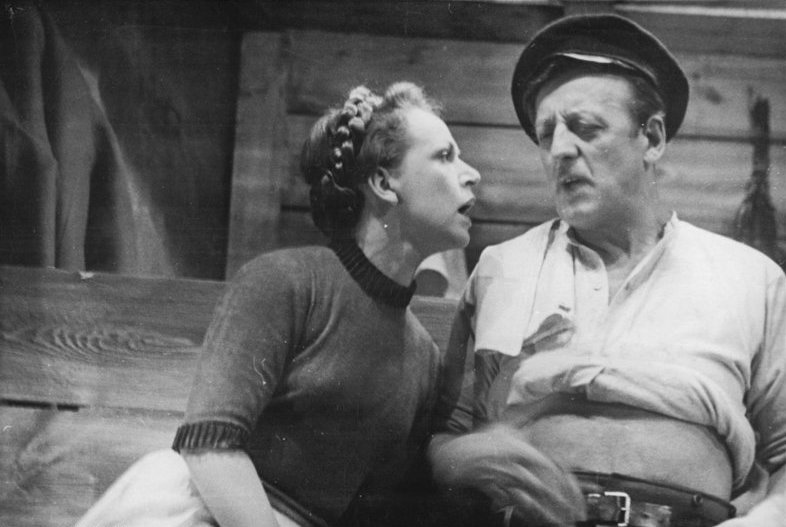
Gisela Trowe mit Erwin Geschonneck in der Uraufführung 1949 im Deutschen Theater Berlin von Herr Puntila und sein Knecht Matti

Gisela Trowe (* 5. September 1922 in Dortmund; † 5. April 2010 in Hamburg) war eine deutsche Schauspielerin und Synchronsprecherin.

## Leben
Gisela Trowe wuchs als Tochter des Kaufmanns Heinrich Trowe und dessen Ehefrau Lina geborene Vieler in ihrer Geburtsstadt auf. Nach dem Besuch des Städtischen Goethe-Lyzeums nahm sie während des Zweiten Weltkriegs privaten Gesangs- und Schauspielunterricht, zunächst bei Hanns Bogenhardt in Dortmund, später dann bei Saladin Schmitt in Bochum und bei Paul Günther in Berlin.
Ihr Theaterdebüt hatte sie 1942 (nach anderen Quellen: 1943) am Reußischen Theater in Gera als Zofe Franziska in Lessings Lustspiel Minna von Barnhelm. Außerdem trat sie dort in dem Lustspiel Der Meister von Hermann Bahr auf. Ab 1946 spielte Trowe vornehmlich an Berliner Bühnen. Im Laufe ihrer Karriere hatte sie in Berlin Engagements am Hebbel-Theater, an der Komödie Berlin, am Schlosspark Theater, an der Tribüne, am Renaissance-Theater, am Theater am Kurfürstendamm und am Deutschen Theater. Im November 1949 spielte sie in der Eröffnungsvorstellung des neugegründeten Berliner Ensembles im Hause des Deutschen Theaters die Eva in Bertolt Brechts Schauspiel Herr Puntila und sein Knecht Matti. 1949/1950 war sie Mitglied des Kabaretts der Komiker in Berlin. Später spielte sie am Theater in der Josefstadt in Wien, an den Münchner Kammerspielen und am Thalia-Theater in Hamburg und arbeitete mit Regisseuren wie Gustaf Gründgens und Giorgio Strehler.
Zu ihren Bühnenrollen gehörten unter anderem die Titelrolle in Antigone von Jean Anouilh, Madeleine in dem Theaterstück Die schrecklichen Eltern von Jean Cocteau, die Prinzessin in dem Märchenspiel Der Schatten von Jewgeni Schwarz, Glafira in dem Lustspiel Wölfe und Schafe von Alexander Nikolajewitsch Ostrowski, Raina in Helden, Janine in dem Drama Der Gärtner von Toulouse von Georg Kaiser und die Titelrolle in Ninotschka von Melchior Lengyel.
Zwischen 1948 und 1957 übernahm Trowe mehrere Hauptrollen in verschiedenen DEFA-Filmen. In Straßenbekanntschaft (1948) spielte sie unter der Regie von Peter Pewas das junge Mädchen Erika, das sich nach schlimmen Kriegserfahrungen unaufhaltsam in den Strudel des Lebens stürzt. 1948 drehte sie unter der Regie von Erich Engel, mit dem sie später auch bei Herr Puntila und sein Knecht Matti am Berliner Ensemble zusammenarbeitete, bei der DEFA das Nachkriegsdrama Affaire Blum. Sie spielte darin die Braut des Mörders Karlheinz Gabler, die entscheidend an der Aufklärung des Falles mitwirkt. 1956 hatte sie eine Rolle als französische Patriotin Gervaise in dem antifaschistischen Politfilm Damals in Paris. Unter der Regie von Martin Hellberg spielte sie 1957 eine Ärztin in dem Kriegsfilm Wo du hingehst.
Sie war auch beim westdeutschen Film der fünfziger Jahre als Charakterdarstellerin in Nebenrollen zu sehen, u. a. als Dirne in Peter Lorres einzigen deutschen Film nach Ende des Zweiten Weltkriegs Der Verlorene (1951), bei dem er gleichzeitig auch Regie führte.
Trowe arbeitete ab den 1950er Jahren auch für das Fernsehen, wo sie bereits bei ersten Versuchssendungen mitwirkte. Dem breiten Fernsehpublikum wurde sie in späteren Jahren durch Fernsehserien wie Unser Lehrer Doktor Specht mit Robert Atzorn, Ein Bayer auf Rügen und Der Landarzt bekannt. 1987 spielte Trowe in der sechsteiligen Mysteryserie Die Insel neben Christian Kohlund die durchgehende Rolle der Ilse Anselm.
Trowe war als Synchronsprecherin für internationale Stars wie Melina Mercouri, Gina Lollobrigida, Rita Hayworth, Simone Signoret, Monica Vitti, Danielle Darrieux, Anna Magnani und Shelley Winters tätig.
Auch in zahlreichen Hörspielen wie Die Säulen der Erde, Die drei ??? oder TKKG war ihre Stimme zu hören. Bei der Geschichte des Schlossgespenstes Hui Buh von Eberhard Alexander-Burgh sprach sie in der allerersten Folge die Mutter der Prinzessin Konstantia und mehrere Rollen in der Hörspielreihe Masters of the Universe (Geist von Castle Grayskull, Zoar, Die Zauberin). 1966 sprach sie unter dem Regisseur Otto Düben in dem Hörspiel Paul Temple und der Fall Genf, dem elften Paul-Temple-Mehrteiler, die Rolle der rätselhaften Schauspielerin und Film-Diva Julia Carrington neben René Deltgen, Irmgard Först und Günther Ungeheuer.
Im Jahr 2002 wurde Trowe vom Senat der Freien und Hansestadt Hamburg, wo sie im Grandweg wohnte, mit der Biermann-Ratjen-Medaille für ihre künstlerischen Verdienste um die Stadt Hamburg geehrt.
Ihr schriftlicher Nachlass befindet sich im Archiv der Akademie der Künste in Berlin.

## Privates
Gisela Trowe lebte bis zu ihrem Tod in einer Villa im Hamburger Stadtteil Harvestehude. Von 1944 bis 1964 war sie bis zu ihrer Scheidung mit dem Regisseur Thomas Engel verheiratet. Sie hatte zwei Töchter, die 1944 geborene Angelika († 2013) und die 1945 geborene Barbara (verheiratete Pier), die als Malerin in Hamburg lebt und arbeitet.
Trowes Markenzeichen waren ihre dunkle Stimme und ihre roten Haare.

## Filmografie

### Als Schauspielerin
- 1948: Straßenbekanntschaft – Regie: Peter Pewas
- 1948: Grube Morgenrot – Regie: Erich Freund, Wolfgang Schleif
- 1948: Affaire Blum – Regie: Erich Engel
- 1951: Der Verlorene – Regie: Peter Lorre
- 1952: Die Stimme des Anderen – Regie: Erich Engel
- 1953: Keine Angst vor großen Tieren – Regie: Ulrich Erfurth
- 1954: Der Mann meines Lebens
- 1955: Urlaub auf Ehrenwort
- 1956: Damals in Paris – Regie: Carl Balhaus
- 1957: Wo du hingehst … – Regie: Martin Hellberg
- 1957: Auf Wiedersehen, Franziska!
- 1959: Straße der Gerechten – Regie: Rainer Wolffhardt
- 1959: Ein unbeschriebenes Blatt – Regie: Rolf Hädrich
- 1961: Das Rendezvous von Senlis – Regie: Walter Rilla
- 1963: Das große Liebesspiel
- 1963: Das tödliche Patent – Regie: Georg Marischka
- 1963: Was soll werden, Harry? – Regie: Gustav Burmester
- 1965: Gewagtes Spiel – (Episode: Das Geheimnis von Scheferloh)
- 1967: Heiraten ist immer ein Risiko – Regie: Arno Assmann
- 1969: Die Ratten
- 1969: Eika Katappa – Regie: Werner Schroeter
- 1970: Wie ein Blitz
- 1971: Das Freudenhaus
- 1971: Salto Mortale (Episode: Bern)
- 1972: Sonderdezernat K1 (Episode: Vorsicht – Schutzengel)
- 1973: … aber Jonny!
- 1973: Okay S.I.R. (Episode: Klare Linien)
- 1975: Motiv Liebe (Fernsehserie, Episode: Elenas Lied)
- 1975: Sonderdezernat K1 (Episode: Doppelspiel)
- 1976: Schaurige Geschichten – (Episode Wer hat Angst vor Wetzenstein?)
- 1980: Teegebäck und Platzpatronen – Regie: Wolfgang Spier
- 1981: Alles im Eimer
- 1981–1985: Goldene Zeiten – Bittere Zeiten (Fernsehserie)
- 1982: Das Beil von Wandsbek
- 1982: St. Pauli-Landungsbrücken (Fernsehserie, eine Folge)
- 1985: Hallo Oma (Fernsehserie)
- 1985: Die Krimistunde (Fernsehserie, Folge 16, Episode: „Die richtige Medizin“)
- 1987: Eine geschlossene Gesellschaft – Regie: Heinrich Breloer
- 1987–2008: Der Landarzt (Fernsehserie)
- 1987: Die Insel (Fernsehserie, 6 Folgen)
- 1988: Die Bertinis – Regie: Egon Monk
- 1991: Großstadtrevier – Gelegenheit macht Diebe
- 1991–1999: Unser Lehrer Doktor Specht (Fernsehserie)
- 1992: Kommissar Klefisch – Ein unbekannter Zeuge – Regie: Kaspar Heidelbach
- 1992: Liebe auf Bewährung – als Amalie Ingwersen (Familienserie)
- 1993–1994: Blankenese
- 1995: Tatort – Tödliche Freundschaft (Fernsehreihe)
- 1996: Tanz auf dem Vulkan (TV-Miniserie)
- 1997: Die drei Mädels von der Tankstelle – Regie: Peter F. Bringmann
- 1998: Klinik unter Palmen – Die Nächte der Kreolin (Fernsehreihe)
- 1998: Das Traumschiff – Argentinien (Fernsehreihe)
- 2000: Kalt ist der Abendhauch
- 2000: Scharf aufs Leben
- 2001: Die Braut meines Freundes – Regie: Gabi Kubach
- 2001: Schutzengel gesucht
- 2003: Gestern gibt es nicht – Regie: Marco Serafini
- 2003: Herzlichen Glückwunsch – Regie: Berno Kürten
- 2003: Tatort – Schöner Sterben
- 2003: Donna Leon – Venezianisches Finale
- 2004: Finanzbeamte küsst man nicht
- 2005: Meine große Liebe
- 2005: Adelheid und ihre Mörder – Sieben auf einen Streich (Fernsehserie)
- 2006: Mütter, Väter, Kinder
- 2007: In aller Freundschaft (Fernsehserie) – Episode Heimlichkeiten
- 2007: Notruf Hafenkante – Lug und Trug
- 2008: SOKO Leipzig – Das Pessach-Fest
- 2009: Für immer Venedig
- 2009: Liebe Mauer – Regie: Peter Timm
- 2009: Endlich jetzt – Regie: Jasper Beutin
- 2011: Der Duft von Holunder – Regie: Petra Katharina Wagner

### Als Synchronsprecherin
- 1934: Für Claudette Colbert in Cleopatra als Cleopatra (Synchronisation 1953)
- 1949: Für Shelley Winters in Kokain als Terry Stewart (1. Synchro)
- 1953: Für Gina Lollobrigida in Schach dem Teufel als Maria Dannreuther
- 1953: Für Jane Russell in Blondinen bevorzugt als Dorothy Shaw
- 1955: Für Lee Grant in Sturm-Angst als Edna
- 1960: Für Jayne Mansfield in Zu heiß zum Anfassen als Midnight Franklin
- 1961: Für Gina Lollobrigida in Happy End im September als Lisa Helena Fellini
- 1965: Für Marianne Hoppe in Geheimnis im blauen Schloß als Elsa Grohmann
- 1966: Für Birke Bruck in Die Rechnung eiskalt serviert als Mary
- 1973: Für Nina Foch in Mord nach Rezept als Carol Flemming
- 1974: Für Simone Signoret in Das Fleisch der Orchidee als Lady Vamos
- 1978: Für Irene Prador in Holocaust – Die Geschichte der Familie Weiss als Maria Karlova: KZ-Häftling
- 1982: Für Sylvia Miles in Das Böse unter der Sonne als Myra Gardener
- 1988: Für Angela Lansbury in Immer wenn sie Krimis schrieb (Mord ist ihr Hobby) als Jessica Fletcher
- 1992: Für Angela Lansbury in Das schönste Kleid der Welt als Ada Harris
- 2003: Für Danielle Darrieux in Gefährliche Liebschaften als Madame de Rosemonde

## Theater
- 1945: Jewgeni Schwarz: Schatten (Prinzessin) – Regie: Gustaf Gründgens (Deutsches Theater Berlin)
- 1946: Jean Anouilh: Antigone (Antigone) – Regie: Bruno Hübner (Komödie Berlin)
- 1947: Jean Cocteau: Diese Eltern (Junges Mädchen) – Regie: Thomas Engel (Tribüne Theater Berlin)
- 1947: George Bernhard Shaw: Helden (Raina) – Regie: Fred Schroer (Renaissance-Theater Berlin)
- 1948: Alexander Ostrowski: Wölfe und Schafe (Glafira) – Regie: Ernst Legal (Deutsches Theater Berlin)
- 1948: Clifford Odets: Wach auf und singe (Hennie) – Regie: Franz Reichert (Deutsches Theater Berlin – Kammerspiele)
- 1949: Bertolt Brecht: Herr Puntila und sein Knecht Matti (Eva) – Regie: Erich Engel/Bertolt Brecht (Berliner Ensemble im Deutschen Theater)
- 1950: Lope de Vega: Das Unmöglichste von allem (Robertos Schwester) – Regie: Ernst Karchow (Theater am Kurfürstendamm)
- 1950: Georg Kaiser: Der Gärtner von Toulouse (Gärtnersfrau) – Regie: Thomas Engel (Theater am Kurfürstendamm)
- 1953: Noël Coward: Wechselkurs der Liebe – Regie: Kurt Raeck (Renaissance-Theater Berlin)
- 1953: Gerhart Hauptmann: Fuhrmann Henschel – Regie: Ernst Karckow (Theater am Kurfürstendamm)
- 1959: Jean Genet: Die Zofen (Claire) – Regie: Ernst Seiltgen (Münchner Kammerspiele – Werkraumtheater)
- 1962: Franz Molnar: Spiel im Schloss – Regie: Franz-Otto Krüger (Berliner Theater)
- 1975: Jean-Claude Grumberg: Dreyfus – Regie: Helmut Käutner (Freie Volksbühne Berlin)
- 1979: Loleh Bellon: Wie immer am Donnerstag – Regie: Dieter Wedel (Ernst-Deutsch-Theater Hamburg)
- 1982: Fjodor Dostojewski: Der Spieler (Berliner Tournee Erich Kuhnen GmbH)

## Hörspiele (Auswahl)
- 1965: Ingmar Bergman: Die Stadt - Regie: Heinz von Cramer
- 1969: Jürgen Becker: Hausfreunde – Regie: Klaus Schöning (Hörspiel – WDR/SDR/SWF)
- 1980: H. G. Francis: Die drei ??? und der Zauberspiegel (Mrs. Darnley) – Regie: Heikedine Körting (Hörspiel – EUROPA-Verlag)
- 1984: H. G. Francis: TKKG: Duell im Morgengrauen [Folge 40] (Frau von Prünf) – Regie: Heikedine Körting (Hörspiel – EUROPA-Verlag)
- 1999: Ken Follett: Die Säulen der Erde (Erzählerin) – Regie: Leonhard Koppelmann (Hörspiel, 9 Teile – WDR)
- 2000: Susanne Krahe: Lisabetha – Regie: Gottfried von Einem